# Óskarsdóttir
Óskarsdóttir ist ein isländisches Patronym mit der Bedeutung „Tochter des Óskar“.

## Bekannte Namensträgerinnen
- Regína Ósk Óskarsdóttir (* 1977), isländische Sängerin (Eurobandið)
- Steinunn Valdís Óskarsdóttir (* 1965), isländische Politikerin
- Valdís Óskarsdóttir (* 1949), isländische Filmeditorin, Regisseurin und Drehbuchautorin